# Marija Nowołodska
Marija Jurjewna Nowołodska (ros. Мария Юрьевна Новолодская; ur. 28 lipca 1999 w Nowogrodzie Wielkim) – rosyjska kolarka torowa i szosowa, brązowa medalistka olimpijska.

## Kariera
Pierwsze sukcesy w karierze osiągnęła w 2016 roku, kiedy zdobyła dwa medale: złoty w wyścigu na dochodzenie na torowych mistrzostwach świata juniorów oraz srebrny w tej samej konkurencji na mistrzostwach Europy juniorów. Na mistrzostwach świata juniorów w 2017 roku zdobyła srebrne medale w madisonie i wyścigu punktowym. Podczas igrzysk europejskich w Mińsku w 2019 roku zdobyła brązowy medal w madisonie. Kolejne dwa medale wywalczyła na torowych mistrzostwach Europy w Płowdiwie w 2020 roku, gdzie była druga w madisonie i trzecia w omnium. Następnie razem z Gulnaz Chatuncewą zdobyła brązowy medal w madisonie podczas igrzysk olimpijskich w Tokio. 